# B1A4 Road Trip - READY? Behind Clip
B1A4 Road Trip - READY? Behind Clip은 B1A4의 첫 월드투어 2014 B1A4 Road Trip - READY? 중 공식 유튜브 계정에 공개된 단편 리얼리티이다. 총 20편으로 구성되어 있다. 특히 산들의 용과를 손질하고 시식하는 모습이 담긴 5편은 SNS와 커뮤니티 등지에서 화제가 되기도 했다.

## 출연
- 진영
- 신우
- 산들
- 바로
- 공찬

## 방영 목록
| 에피소드        | 공개일   | 비고 | 조회수  |
| --------------- | -------- | --- | ------- |
| #1              | 8월 22일 | Road Trip 대만 콘서트를 위해 대만에 방문한 B1A4가 호텔에서 노는 모습                                                             | 119,998 |
| #2              | 8월 22일 | 같은 방을 쓰는 바로와 공찬의 방을 습격 - 바로: 시종일관 독서. - 공찬: 패드를 가지고 팬들 반응 모니터.                            | 92,285  |
| #3              | 8월 22일 | 같은 방을 쓰는 진영과 산들의 방을 습격 - 진영·산들: 지저분한 방을 급히 치움. - 신우: 홀로 방을 쓰나 방에 쳐들어와 산들을 괴롭힘. | 99,480  |
| #4              | 8월 24일 | 콘서트 연습 중 노는 멤버들의 모습                                                                                                | 87,274  |
| #5 DRAGON FRUIT | 8월 24일 | 산들과 진영이 호텔 숙소에서 용과를 먹는 모습                                                                                     | 198,014 |
| #6 BREAKFAST    | 8월 26일 | 산들과 매니저가 조식을 먹는 모습                                                                                                 | 102,171 |
| #7              | 8월 29일 | 대만에서 중국으로 입출국하는 멤버들의 모습을 담음                                                                                | 71,736  |